# José Miguel Fernández Viadero
José Miguel Fernández Viadero (Meruelo, Santander; 1974) es un político español del Partido Regionalista de Cantabria (PRC) que en 2019 se convirtió en el primer senador de su partido gracias al escaño del Senado por designación del Parlamento autonómico de Cantabria tras un acuerdo entre el PRC y el Partido Socialista de Cantabria-PSOE.
Tras la repetición electoral de noviembre de 2019, y debido a que acababa de tomar posesión, se convirtió en senador de la XIV legislatura de España.

## Biografía
José Miguel Fernández nació en 1974 en Meruelo, entonces parte de la provincia de Santander en los últimos años de la dictadura franquista en España.
Se unió al Partido Regionalista de Cantabria (PRC) con quien llegó a ser concejal del ayuntamiento de Meruelo. En 2014 se convirtió en diputado autonómico del Parlamento de Cantabria al sustituir a Concepción Solanas Guerrero, que había renunciado junto a Francisco «Pacu» Sierra.
En las elecciones al Parlamento de Cantabria de 2015 pudo revalidar el escaño autonómico para la IX legislatura de Cantabria y también lo consiguió para las elecciones de 2019 y la X legislatura.
Tras las Elecciones generales de España de abril de 2019 y las regionales de mayo, su partido lo propuso como senador por designación del Parlamento autonómico. La propuesta saldría adelante por un acuerdo entre el PRC y la sección territorial del PSOE y la no presentación de candidatos por el resto de fuerzas parlamentarias.
Debido a la repetición electoral en el mismo 2019, apenas tomó posesión hubo nuevas elecciones generales, por lo que su designación se consideró para la XIV legislatura de España y no para la efímera XIII legislatura, que oficialmente había acabado (24 de septiembre) para su toma de posesión (3 de octubre).
Una vez formado el Senado de la XIV legislatura, José Miguel Fernández perteneció al Grupo mixto hasta que se unió al Grupo Parlamentario Democrático (nutrido por Ciudadanos y Teruel Existe) a mediados de junio de 2021, grupo al que pertenecería hasta el final de la legislatura.